# Narrhuvesläktet
Narrhuvesläktet (Kohleria) är ett växtsläkte i familjen gloxiniaväxter med 19 arter i Central- och Sydamerika. Några odlas som krukväxter i Sverige.
Narrhuvesläktet innehåller marklevande, fleråriga örter och halvbuskar med fjälliga jordstammar. Bladen är motsatta eller sitter i kransar om 3-4 stycken. Blommorna sitter i buntar eller flocklika ställningar som kommer fram i blad- eller fjällvecken, ibland sitter blommorna ensamma. Foderbladen är raka eller tillbakadragna, de är lika långa eller längre än kronan. Kronan är mer eller mindre zygomorfisk, röd eller grönaktig, pipen är uppblåst till klocklik, hårig på utsidan. Brämmet är tvåläppigt till regelbundet, femflikigt, vanligen fläckigt eller prickigt. ståndarna är fyra. Fruktämnet är halvt översittande. Frukten är en uppsprickande, torr kapsel.